# Юсифов, Юсиф Нифтали оглы
Юсиф Нифтали оглы Юсифов (азерб. Yusif Niftalı oğlu Yusifov; 20 октября 1906, с. Мусакей, Казахский уезд, Елизаветпольская губерния, Кавказское наместничество, Российская империя — 14 июня 1995, Баку, Республика Азербайджан) — советский азербайджанский хозяйственный, государственный и партийный деятель. Доктор исторических наук (1972). Профессор.

## Биография
Родился 20 октября 1906 в селении Мусакей Казахского уезда Елизаветпольской губернии Кавказского наместничества Российской империи (ныне село в составе Газахского района Республики Азербайджан). Член ВКП(б) с 1932.

### Образование
В 1954 Азербайджанском государственном университете имени С. М. Кирова защитил диссертацию на соискание учёной степени кандидата исторических наук. Тема диссертации: «Коммунистическая партия Советского Союза в борьбе за дальнейшее развитие хлопководства и укрепление колхозов в период четвертой пятилетки».

### Трудовая деятельность
С 1926 года — на хозяйственной, общественной и политической работе. В 1926—1977 годах — преподаватель, директор школы в Казахском районе Азербайджанской ССР. Заведующий районным отделом народного образования (1931—1932). Аспирант Азербайджанского научно-исследовательского института (1932—1933).
Заведующий Отделом партийной пропаганды Агдамского райкома КП(б) Азербайджана (1933—1934). Инструктор. Заведующий отделом Шамхорского райкома КП(б) Азербайджана. Редактор Агдамской газеты «Ленин ёлу» «Ленинский путь» (1934—1939). 1-й секретарь Кишлинского, затем Агдамского районного комитета КП(б) Азербайджана (1941—1948).
Председатель Верховного Совета Азербайджанской ССР (22 марта 1947 — 26 марта 1951).
1-й секретарь Нахичеванского областного комитета КП(б) Азербайджана (январь 1948 — май 1951).
Преподаватель, декан исторического факультета Азербайджанского государственного университета имени С. М. Кирова (1952—1977).
Избирался депутатом Верховного Совета СССР 3-го созыва.
Умер в Баку в 1995 году.